# Nasturtium microphyllum
Nasturtium microphyllum — вид квіткових рослин з родини капустяних (Brassicaceae). Ареал: Ефіопія, Марокко, Європа (Австрія, Бельгія, Чехія, Данія, Франція, Німеччина, Велика Британія, Ірландія, Італія, Нідерланди, Польща, Іспанія, Швеція, Швейцарія, Словенія), Азія (Афганістан, Іран, Пакистан, Західні Гімалаї, Ємен), Австралія.

## Екологія
Населяє очеретяні зарості, переважно по берегах проточних, рідше стоячих водойм.

## Біоморфологічна характеристика
Це багаторічні водно-болотні трави. М'ясисті та порожнисті стебла в нижній частині розпростерті й розгалужуються в нижніх міжвузлях, утворюючи висхідні або іноді плавучі пагони, борозенчасті, (10)30–70(100) см завдовжки, зазвичай голі. Листки чергові, непарноперисті, у контурі вузькоеліптичні або оберненояйцюваті, голі або рідко запушені, (4)5–10(11) см завдовжки, листочки (5)7–9, злегка м'ясисті, зелені, восени стають червоними або бронзовими, нерівномірно неглибоко зазубрені до цілісних, кінцевий листочок завжди більший, від еліптичної до тупосерцеподібної форми, бічні листочки ± еліптичні, сидячі або з короткими черешками. Квітки в китицях; чашолистки ± мішкоподібно опуклі при основі, 2–3 × 0.5–1 мм, голі або з рідкісним запушенням на тильній стороні; пелюстки завдовжки 4–6 мм, білі; пиляки жовті. Стручки вузьковидовжені, загнуті догори, 15–26 мм завдовжки і 1.2–2 мм завтовшки; плодоніжки прямі, (10)12–15(20) мм завдовжки. Насіння в кожній плодовій камері в один ряд, приблизно 1 × 0.8 мм, сплюснуте, червонувато-коричневе, з сітчастою скульптурою. Цвіте з червня по вересень. 2n=64.